# Clematis hoffmannii
Clematis hoffmannii là một loài thực vật có hoa trong họ Mao lương. Loài này được Vatke mô tả khoa học đầu tiên.